# 香坂ゆかり
香坂 ゆかり（こうさか ゆかり、11月11日 -）は、日本の元AV女優、ストリッパー。

## 略歴
1995年2月、『純潔』でAVデビュー。2005年頃までAV女優として活動。
1996年12月1日、ロック座所属ストリッパーとして、浅草ロックにてデビュー。

## 人物
趣味はDVD鑑賞、アロマ。
好きなものはカピバラさん。食べ物では和食、和菓子、たい焼き。飲み物では天然炭酸水。

## 出演作品

### アダルトビデオ
撮りおろし作品
1995年
- 純潔（2月12日）- デビュー作
- 乙姫みだれ泣き（4月16日）
- ウェディングスレイブ(5)（5月26日）
- H秘書はナマがお好き(16)（6月25日）
- ぱっくり仰天(2)（7月25日）

1996年
- 荒行名器皆伝（2月25日）
- 淫獣戦士（6月15日）- 他出演:川上ミク 他
- （本）NG（7月24日）

1997年
- 悦辱の罠（12月10日）共演:田崎由希

1998年
- スーパーAVメジャーリーグ烈伝 ロスへ渡った大和撫子たち（1998年10月30日）共演:白川麻希

1999年
- やりすぎ家庭教師スペシャル（1月1日）他出演:川奈由依 他
- スーパーAVメジャーリーグ（1月1日）
- やりすぎ家庭教師(3)（1月1日）
- やりすぎ女教師(7)（1月25日）

2000年
- 復活香坂ゆかり（6月30日）

2001年
- Hなお仕事 HYPER GOGO（4月26日）他多数出演
- 中出し第6章（7月13日）

2003年
- 監禁蟲全集香（1月10日）
- ビージーン9 復刻盤（3月7日、桃太郎映像出版）
- HOW TO 熟テク（5月16日、桃太郎映像出版）他出演：上杉佳代子・松山ももか・宏岡みらい
- 御礼就職祝い（8月22日、桃太郎映像出版）他出演:澤宮有希 他

2004年
- ぱっくり仰天（5月7日）
- 美人教師 暴行現場19（7月20日、クリスタル映像）他出演：結衣美沙、高木由香、清水サラ、遠藤ふくみ、桃井澪
- 湯女 すぺしゃる(6) 香坂ゆかりと3人の湯女たち（7月21日）

2005年
- 女社長と女秘書 〜引き裂かれたレズビアン〜（2月4日、ヒビノ）共演:小室りりか
- 美人教師狩り3（6月17日、クリスタル映像）他多数出演
- 本物痴漢師バス2（9月20日、ホットエンターテイメント）他多数出演

総集編
2003年
- 宇宙企画 Debut Collection 1（2月28日、宇宙企画）他多数出演
- 宇宙企画 Classic（3月7日、宇宙企画）デビュー作の「純潔」と第2作「乙姫みだれ泣き」をノーカットで収録（ただし、リマスター等は施されていない）。入手困難な初期作品の唯一の完全なDVD化であるが、既に廃盤となっている。
- 宇宙企画 Debut Collection（3月29日、宇宙企画）他多数出演

2005年
- GREATEST HITS GAL’S BEST20(2) 4時間スペシャル（3月18日）他多数出演

編集作品
- 宇宙企画DELUXE（1996年4月3日、宇宙企画 FX-26）全8名

### テレビゲーム
セガサターン
- THE野球拳スペシャル 〜今夜は12回戦〜

## 雑誌
- オレンジ通信 1996年01月号（表紙）